# 太古遺音 (田芝翁)
《太古遺音》，古琴書籍，南宋田芝翁著，現存多個版本。為目前可見最早名為《太古遺音》之著作。

## 版本
- 中國國家圖書館藏明刊本，無編著者之名，現存上卷殘本。《新刊太音大全集》中朱權之序稱編著者為田芝翁，為現存《太古遺音》中最古老的版本，保存了不少唐朝以來散佚的資料。《琴曲集成》收錄此版本。[1]
- 中華民國國家圖書館藏明刊精鈔彩繪本，書中標明為田芝翁撰，袁均哲音釋。抗戰期間在國立中央圖書館館長蔣復璁的聯絡下，由「文獻保存同志會」（成員有鄭振鐸、張元濟、張壽鏞、何炳松、張鳳舉等人）購得。[2]

## 同名書籍
在本書之外，後世尚有多部名為《太古遺音》之琴譜，為求區別，這些琴譜被冠上編著者之名，分別稱為《謝琳太古遺音》、《黃士達太古遺音》及《楊掄太古遺音》。